# Vầu đắng
Vầu đắng hay vầu đắng Phú Thọ, tên khoa học Indosasa angustata, là một loài thực vật có hoa trong họ Hòa thảo. Loài này được McClure mô tả khoa học đầu tiên năm 1942.